# Cüneyt Çakır
Cüneyt Çakır (phát âm tiếng Thổ Nhĩ Kỳ: [ˈdʒyne̞jt ˈtʃäkɯɾ], sinh ngày 23 tháng 11 năm 1976) là một trọng tài bóng đá chuyên nghiệp UEFA người Thổ Nhĩ Kỳ.

## Sự nghiệp trọng tài
Cakir bắt đầu sự nghiệp trọng tài năm 2001 khi tham gia điều hành tại giải vô địch quốc gia Thổ Nhĩ Kỳ. Hai năm sau, tháng 7 năm 2003, Cakir có trận ra mắt tại Cúp châu Âu khi được chỉ định làm trợ lý trọng tài tại vòng sơ loại thứ nhất Champions League, trong trận đấu giữa Skonto FC và Sliema Wanderer.
Năm 2007, Cakir tham gia điều hành giải vô địch U19 châu Âu tại Áo. Tại vòng chung kết EURO 2008, ông cũng có tên trong danh sách bắt chính 2 trận đấu tại giải đấu tai Áo và Thụy Sĩ. Ngày 29 tháng 10 năm 2010, Cakir lần đầu tiên làm trọng tài chính ở một trận đấu vòng bảng UEFA Champions League, khi điều hành trận đấu thuộc bảng D, giữa Rubin Kazan và FC Barcelona. Ngày 3 tháng 11 năm 2010, ông tiếp tục bắt chính trận đấu giữa Chelsea F.C. và F.K. Spartak Moskva. Năm 2011, Cakir tiếp tục được tín nhiệm và là trọng tài đại diện của Thổ Nhĩ Kỳ điều hành ở UEFA Europa League.
Ngày 5 tháng 3 năm 2013, Cakir bắt chính trận đấu giữa Manchester United và Real Madrid ở UEFA Champions League ông đã quyết định rút thẻ đỏ với cầu thủ Nani của United, sau một pha cao chân với hậu vệ Alvaro Arbeloa bên Real. Đây là một chiếc thẻ đỏ gây tranh cãi.
Cüneyt Çakır cũng được chỉ định bắt chính một số trận đấu đáng chú ý như trận bán kết World Cup 2014 giữa Argentina và Hà Lan hay trận chung kết UEFA Champions League 2015 giữa Barcelona và Juventus.